# Dalmacia Ruiz-Rosas Sahomod
Dalmacia Ruiz-Rosas Samohod (Lima, 1957) es una poeta, periodista, fotógrafa y productora discográfica de rock peruana.

## Biografía
Estudió Literatura en la Universidad Nacional Mayor de San Marcos. Ha publicado diversos poemarios. 
Fue integrante del grupo poético La Sagrada Familia, el Movimiento Hora Zero y aliada del Movimiento Kloaka. Sus poemas han aparecido en diferentes antologías del Perú y el extranjero. Su obra ha sido traducida al inglés, croata y francés. 
De acuerdo a Di Laura, Ruiz Rosas comienza su vida intelectual en los pabellones de la Universidad Nacional Mayor de San Marcos en la segunda mitad de la década de los setenta. Ahí conoció al poeta Roger Santivañez, quien se convierte en su gran amigo y colega. Mediante esa gran amistad,  Ruiz Rosas es invitada a formar parte de La Sagrada Familia grupo que estaba compuesto por jóvenes poetas y narradores. Santivañez recuerda la adhesión de Ruiz Rosas a ese grupo:
Ese mismo año mis compañeros poetas de La Sagrada Familia (Kike Sánchez, Edgar O'hara, Lucho Castillo y el narrador Willy Niño de Guzmán) decidieron invitarla a integrarse al grupo. Y así lo hizo ella, leyendo el manifiesto del segundo número de nuestra revista en un tumultuoso recital realizado en el bar Melibea de la Plaza San Francisco en el verano de 1978, en medio del intenso fragor de la lucha de clases que agitaba la sociedad peruana de entonces. Eramos pues la pareja tempestad como nos llamaba cariñosamente Marisol Bello. Ese fue el tiempo de la gran inocencia, de la lectura fervorosa de Karl Marx, Lenin, Mao Zedong, el Che Guevara y José Carlos Mariátegui. Tiempo de la militancia en La Sagrada Familia, en Puka, en el Partido Comunista Revolucionario (PCR) y en la Unidad Democrático-Popular (UDP). 
Sin embargo, diversas discrepancias con los miembros de La Sagrada Familia provocaron su salida del grupo. Santivañez describe este momento clave para la obra de Dalmacia indicando que los poetas horazerianos descubrieron la calle -ignorado por ellos por su procedencia de clase media y formación universitaria- esta nueva visión derivó en el Movimiento Kloaka (del que Dalmacia fue aliada principal) y en el Rock Subterráneo. 
Ruíz Rosas decidió ser aliada del Movimiento Kloaka cuya consigna “Hay que romper con todo” buscaba ser un movimiento contracultural para describir la situación caótica del Perú que estaba asolada por la Época del terrorismo en Perú, la inflación y la crisis económica. Precisamente el nombre Kloaka es una respuesta al modelo neoliberal que se empezó a implantar en el país a mitad de la década de los ochenta. Ferreira explica que el grupo percibía y entendía al Perú "como un lugar inmundo y repugnante: una gran cloaca".
Sobre los inicios de Kloaka, Dalmacia señala que "en principio hubo burlas, se burlaban de Kilowat el cantante de Kola Rock, hubo escarnio de la extracción popular, de la pobreza de los integrantes de Kloaka". Sin embargo, destaca que su influencia fue relevante para la literatura peruana.
Luego de aquella experiencia, Dalmacia estuvo ligada al Rock Subterráneo y se relacionó con grupos como Del Pueblo, Leucemia, Guerrilla Urbana y Escuela Cerrada. Esa relación se refleja en su libro Roce en Roq y en su vinculación con este tipo de música:
Mira, quien nos vincula a esos grupos de rock es un concierto de Hora Zero. Nos invitaron, fuimos y allí vimos al grupo Del Pueblo, de Piero Bustos, que había sido invitado para animar la presentación de un libro. Nos gustó mucho la fusión de este grupo. Cuando Kloaka hace su recital en La Catedral, bar de la novela de MVLl, invita a Killowatt con su Kola Rock  y después en otro recital, en el Auditorio de Miraflores, invita a Del Pueblo y Kola Rock. Así se crea el ala rock de Kloaka como lo llaman ellos y que después sería subterránea.
Del mismo modo, Dalmacia siguió ligada a la vida intelectual y continuó recitando en diversos espacios.
Al respecto, Alfredo Vanini refiere sobre ella:
Dalmacia leía poemas en un salón de la Universidad de San Marcos hacia 1985-86 y yo, como todos aquellos que no llegábamos a los 20 años en esos turbulentos tiempos, nos sentíamos hechizados por una mujer que hablaba de cosas de la calle, de cosas que bullían alrededor nuestro cotidianamente: la música, el amor (el desamor, y otra vez el amor), la aventura, la violencia, la yerba, el sonido y la furia, el sosiego y la lucha.
Según Paolo de Lima, la poesía de Ruíz Rosas oscila entre las posturas del llamado "mini boom" de la poesía hecha por mujeres y de quienes rechazan cualquier postura parecida colocándose en un sustrato más underground subterráneo.
En una entrevista en el diario La República, Dalmacia se califica como una "poeta de la violencia":
Quizás por mi visión materialista del mundo, por mi militancia política. El dolor no me venía por ese lado, lo íntimo del cuerpo, sino más bien por la realidad social que vivía yo y la sociedad en general, por eso lo mío era poesía de la violencia. Eso era lo que más me marcaba, incluso era lo que más problema me causaba en casa con mis padres. No era mi bohemia, el rock, la poesía, sino el que yo anduviera en los mítines, en las protestas, el que yo sea beligerante. Mi poesía en los 80 tenía esa marca.
En la década de los noventa, Dalmacia inició sus primeras publicaciones editoriales. Del mismo modo, continuó participando en conciertos de rock independiente y como productora de programas radiales como Kuntur rock.

## Distinciones
- "Carta a mi padre” (1974). Primer premio de los Juegos Florales Nacionales del Ministerio de Educación.

## Obras
- Narraciones. Arequipa : La Campana Catalina, 1974.[2]
- Secuestro en el jardín de las rosas. Lima : Hipocampo ediciones, 1998.
- Baile. Lima : Hipocampo ediciones, 2000.
- Conjunto de objetos encontrados –detestables sentimientos de jóvenes ingeniosos-. Lima : Hipocampo ediciones, 2006.
- Roce en Roq. Lima : Tranvías editores, 2012.
- Palacio de Justicia. Lima : Hipocampo editores, 2013.